# Brachypsalis
Brachypsalis es un género extinto de mustélidos que vivió durante el Mioceno.
Este género fue descrito por primera vez por E. D. Cope en 1890. Un género similar, Brachypsaloides, fue más tarde identificado como sinónimo de Brachypsalis. Cope clasificó este género en la familia de los mustélidos, mientras que J. A. Baskin lo clasificó dentro de la subfamilia Oligobuninae en 1998.
Han sido identificadas cinco especies en este género: B. hyaenoides, B. matutinus, B. modicus, B. obliquidens y B. pachycephalus. Una sexta especie, B. simplicidens, fue más tarde considerada sinónima de Megalictis ferox.